# بيتار بريرادوفيتش
بيتار بريرادوفيتش (19 مارس 1818 - 18 أغسطس 1872) كان كرواتيًا   شاعرًا وكاتبًا وقائدًا عسكريًا. كان أحد أهم الشعراء الكرواتيين في الحركة الإيليرية في القرن التاسع عشر والممثل الرئيسي للرومانسية في كرواتيا .
كما أنه كان الجد من طرف الأب للكاتبة والشاعرة النمساوية باولا بريرادوفيتش ، التي اشتهرت بتأليف كلمات النشيد الوطني النمساوي .

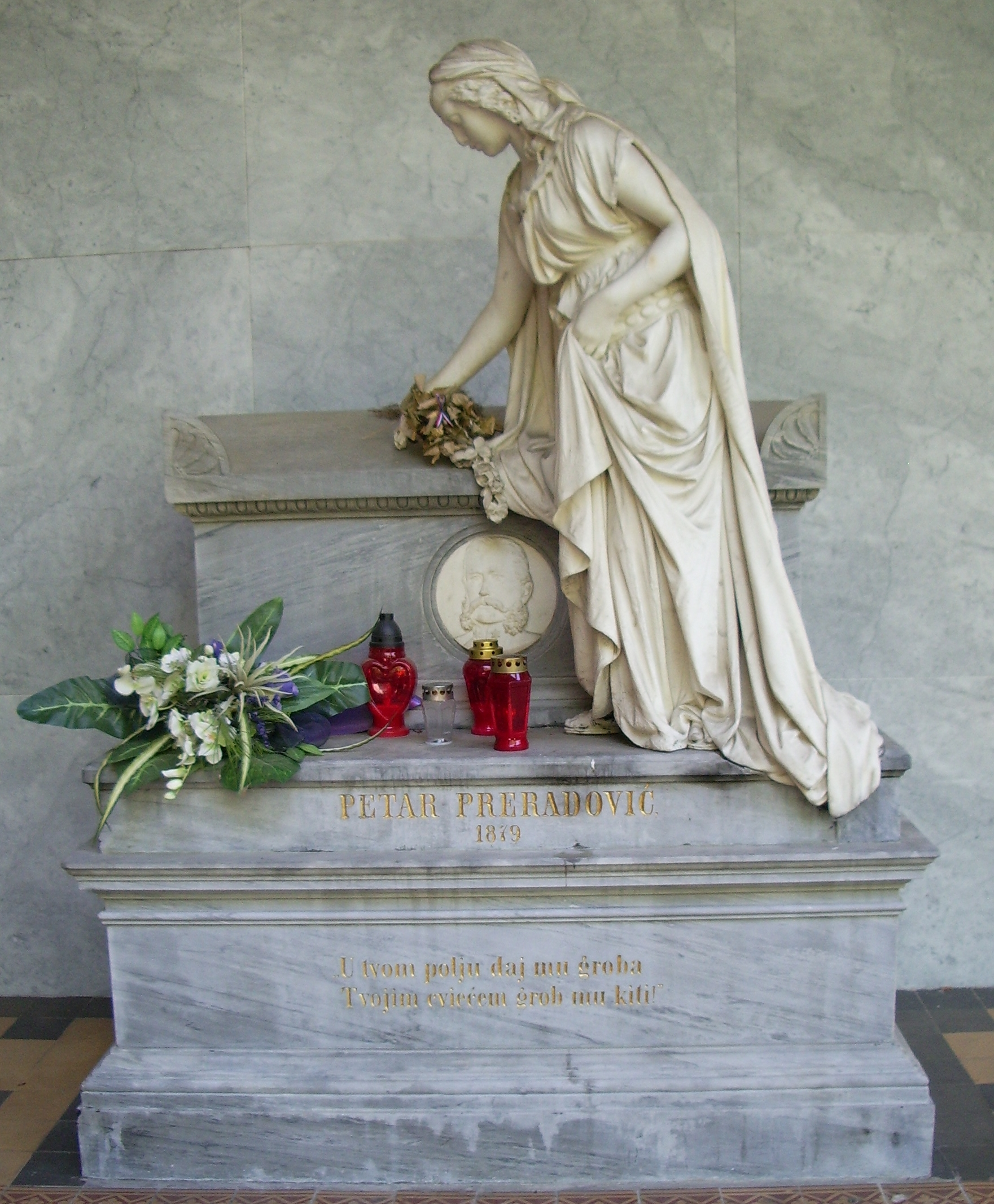
قبره في مقبرة ميروغوي في زغرب